# 張士俊
張士俊（16世紀—17世紀），號秀峯，山西平陽府蒲州猗氏縣人，明朝政治人物。

## 生平
張士俊是萬曆二十八年（1600年）壬子科舉人，次年（1601年）聯捷進士，獲授新野知縣，廉潔而有政績，地奉祀在當地名宦祠。之後他在戶部任職，充任福府左長史，再改任隴右道右參議，在該處設立倉庫守禦，以備不時之需，代理洮岷道事務期間擊退西寧流寇；天啟元年（1621年）陞任下川南兵備道副使，不久因為魏忠賢擅政辭官，回鄉和朋友以酒自娛，死後在鄉賢祠祭祀，曾孫張彤是歲貢。

## 引用
1. 1 2  道光《武進陽湖縣合志·卷二十五·人物志四》：張士俊 號秀峯，辛丑進士。授新野知縣，廉能著績，祀名宦；累遷戶曹，即充福藩傳鈐貂束，璫王雅重之。遷隴右道，創設陳倉守禦，以備不虞；攝洮岷道篆，□戰卻西寧寇。歷陞川南兵備道副使，以逆璫擅權，高卧不出，與故舊椇酒自娛，歿祀鄉賢。曾孫彤歲貢。
2. ↑  雍正《猗氏縣志·卷四》：張士俊 翟材里人，萬厯庚子科（舉人），詳進士
3. ↑  《明神宗顯皇帝實錄·卷五百七十四》：（萬曆四十六年九月辛丑）……福府左長史張士俊為分守隴右道右參議。
4. ↑  《明熹宗悊皇帝實錄·卷八》：（天啟元年三月乙丑）……陞陝西布政使司右參議張士俊為四川按察司副使分廵下川南道。